# McArthur Peak
Der McArthur Peak ist ein 4344 m hoher Berg in der Eliaskette im kanadischen Yukon-Territorium. Der Berg wurde nach James Joseph McArthur, einem Landvermesser, benannt.
Der McArthur Peak erhebt sich 9,05 km ostnordöstlich des Ostgipfels des Mount Logan. Von diesem führt ein Bergkamm zum McArthur Peak. Die Schartenhöhe beträgt 904 m. Die nördliche Bergflanke wird über den Logan-Gletscher, die südliche über den Hubbard-Gletscher entwässert. 1,77 km entfernt vom Hauptgipfel befindet sich der 4308 m hohe Ostgipfel.

## Besteigungsgeschichte
Die Erstbesteigung des McArthur Peak gelang am 4. August 1961 Barbara Lilley, Alexander McDermott, Donald Monk, Seymour Ossofsky und George Wallerstein über den Nordgrat.